# 1824 au théâtre
| Années du théâtre : 1821 - 1822 - 1823 - 1824 - 1825 - 1826 - 1827    |
| Décennies du théâtre : 1790 - 1800 - 1810 - 1820 - 1830 - 1840 - 1850 |

## Événements
- 14 mars : première à Paris du prodige italien de l'improvisation, Tommaso Sgricci, dans la grande salle de l’École royale de chant et de déclamation. Devant un public de 1200 spectateurs, au nombre desquels Raynouard, Lemercier, G. Delavigne, Pigault-Lebrun, Briffaut, Ancelot, le baron Guiraud et Talma, Sgricci improvise une tragédie sur la vie de Bianca Cappello[1].
- 14 octobre : inauguration du théâtre Maly à Moscou.

## Pièces de théâtre représentées
- avril : création du Nouveau Don Quichotte [Nowy Don Kiszot czyli Sto szaleństw], comédie en trois actes d'Aleksander Fredro à Lviv.
- 27 décembre : Sylla d'Étienne de Jouy, Comédie-Française, Paris, au bénéfice de Saint-Fal.

## Décès
- 29 janvier : Cyrille Rigaud, poète et dramaturge français, né le 28 janvier 1750.
- 24 février : Benoît Pelletier-Volméranges, auteur dramatique français, né le 8 avril 1756.
- 13 mars : Sophia Lee, auteur dramatique et romancière anglaise, née le 13 mai 1780.
- 21 juin : Étienne Aignan, écrivain et dramaturge français, né le 9 avril 1773.
- 30 octobre : Charles Robert Maturin, romancier et dramaturge irlandais, né le 25 septembre 1780.
- 4 novembre : Martial Aubertin, acteur et dramaturge français, né le 18 octobre 1775.